# Gay panic defense

La gay panic defense est, dans certains pays anglo-saxons, une stratégie légale dans laquelle la défense explique la violence d'un accusé par une folie temporaire liée à des avances sexuelles d'une personne du même sexe,,. La défense estime alors que ces avances sont tellement offensantes ou terrifiantes qu'il s'agit d'une provocation et que l'accusé a agi en état de légitime défense.
De même, il existe une stratégie dite de trans panic defense dans le cas d'attaques contre des personnes transgenres,,.
Il s'agit dans les deux cas de minimiser les faits, souvent en se fondant sur l'homophobie ou la transphobie de l'accusé qui auraient déclenché sa violence,.

## États-Unis
Aux États-Unis, cette défense est encore présente dans les textes de loi de 48 États et permet ainsi à un coupable de voir sa peine réduite. Les seuls États à avoir réformé cette défense sont la Californie et l'Illinois,. Dans ces deux États, la gay panic defense peut être utilisée seulement dans des cas très particuliers. La Californie a été le premier État à modifier sa législation, après que la American Bar Association a demandé en 2013 l'abolition de cette disposition. En 2014, la gay panic defense a donc été bannie de la législation de l'État de Californie.
En 2015 les États du New Jersey et la Pennsylvanie ont voulu amener des modifications dans l'utilisation de la gay panic defense, mais ces efforts n'ont pas été concluants.

## Australie
En Australie, une grande majorité des États a déjà réformé l'utilisation de la gay panic defense,. L'État d'Australie-Méridionale, au sud du pays, reste l'unique État à continuer d'utiliser cette défense au cours des procès pour homicide. La Tasmanie a été le premier État à modifier la Gay panic defense en 2003, pour empêcher qu'elle puisse être utilisée. Le cas de l'Australie est d'autant plus particulier que la réforme de la gay panic defense part d'un événement tragique ayant eu lieu en juillet 2008 dans l'église catholique Sainte-Marie de la ville de Wide Bay, où Jason Pearce et Richard Meerdink ont tué Wayne Robert Ruks. Après cela, le père Paul Kelly, prêtre dans cette église, a décidé de créer une pétition sur change.org pour abolir cette disposition. Sa pétition a obtenu plus de 290 000 signatures et Paul Kelly a même reçu le soutien de la ministre de la Justice Yvette D'Ath (en).

### Opposition
En 2017, Wendy Francis, représentante du lobby chrétien australien, défend le point de vue selon lequel ce changement législatif constituerait une atteinte aux droits de la défense, en particulier les droits des femmes s'étant défendues violemment contre des avances sexuelles masculines non sollicitées,. Dans l’État du Queensland, la condamnation pour meurtre est automatiquement punie par la prison à vie : la défense de « provocation » - non limitée à des cas de sollicitations homosexuelles - y est souvent invoquée par la défense lorsque les circonstances de l'affaire empêchent une plaidoirie basée uniquement sur la légitime défense mais où les éléments d’agression sexuelle peuvent néanmoins amener la cour à ne pas condamner l'accusée pour meurtre. Wendy Francis a indiqué être soutenue par des associations féministes radicales.